# Округ Медисон (Охајо)
Округ Медисон (енгл. Madison County) је округ у америчкој савезној држави Охајо.

## Демографија
По попису из 2010. године број становника је 43.435, што је 3.222 (8,0%) становника више него 2000. године.
| Група             | 2000.          | 2010.          |
| Белци             | 36.744 (91,4%) | 38.994 (89,8%) |
| Афроамериканци    | 2.511 (6,2%)   | 2.862 (6,6%)   |
| Азијати           | 175 (0,4%)     | 232 (0,5%)     |
| Хиспаноамериканци | 294 (0,7%)     | 622 (1,4%)     |
| Укупно            | 40.213         | 43.435         |